# Ахматова, Елизавета Николаевна
Елизаве́та Никола́евна Ахма́това (2 [14] декабря 1820, Астраханская губерния — 12 [25] апреля 1904, Санкт-Петербург) — русская писательница и переводчица, внучка М. А. Гарновского.
В 1864—1866 годах издавала детский журнал «Дело и отдых».

## Биография
Родилась 2 (14) декабря 1820 года в селе Началово Астраханской губернии в семье потомственных дворян. Её отец был сыном контр-адмирала Ф. А. Ахматова.
 
В 1842 году послала свой перевод в редакцию «Библиотеки для чтения» Сенковского. Начала печататься под псевдонимом Лейла. Сотрудничала в «Библиотеке для чтения» и «Отечественных записках», а также «Русском вестнике» и др.
В 1848—1850 годах напечатала в «Библиотеке для чтения»: повести «Замосковская летопись о наших женских делах и других» (1848. — Т. 91), «Вторая замосковная летопись» (1849. — Т. 98), «Третья замосковная летопись» (1850. — Т. 99, 103, 104), «Мачиха» (1851 — Т. 106, 107), «Кандидатки на звание старых дев» (1852. — Т. 116) и другие; также «Блистательная партия» и «Вторая жена» («Сын отечества», 1857—1858), «Помещица» в «Сборнике» в память А. Ф. Смирдина, «Три дня в жизни молодого человека» («Собрание иностранных романов», 1861); «Завещание» (там же, 1882); в «Русской старине» (1889 г., № 5 и 6) напечатаны её литературно-житейские воспоминания. 
С середины 1850-х годов всецело занялась переводами. С 1856 по 1885 год издавала ежемесячный журнал «Собрание переводных романов, повестей и рассказов», которое пользовалось в провинции популярностью. Ахматова поместила здесь свыше трёхсот переводов: Гюстава Эмара, Эмиля Габорио, Виктора Гюго, Жорж Санд, Фридриха Шпильгагена, У. Коллинза, У. Теккерея, Бульвера, Ж. Верна и других иностранных романистов.
Умерла 12 (25) апреля 1904 года после продолжительной болезни на 84 году. Была похоронена на Смоленском православном кладбище, могила не сохранилась.

## Издания

### Сочинения
- Сорок четыре повести для детей / Ред.-изд. Е. Н. Ахматова. — Санкт-Петербург, 1867. — 479 с. разд. паг. вкл. обл.;
- Шестьдесят шесть повестей для детей / Изд. и ред. Е. Н. Ахматовой. — Санкт-Петербург, 1867. — 647 с. разд. паг.; 20.
- Золотая жатва : Сто два рассказа для детей : В 2 ч. Ч. 1 / [Ред. и] издание Е. Н. Ахматовой. — Санкт-Петербург, 1867. — 19.
- Повести и разсказы / издание Е. Н. Ахматовой. — С.-Петербург : в Тип. Е. Н. Ахматовой, 1873-. — 20 см.
- Завещание : Из воспоминаний старой женщины / Е. Н. Ахматова. — Санкт-Петербург : тип. А. А. Краевского, 1882. — 1, 88 с.

### Переводы
- Женен. Маленький герой / Соч. Женена; Ил. Слома; Пер. Е. Н. Ахматовой. — Санкт-Петербург : А. С. Суворин, ценз. 1884. — [4], 151 с., 8 л. ил. : ил.; 20. (французский оригинал: Un petit héros / par M. Génin; illustrations par Adrien Marie)
- Смарт, Голи (Henry Hawley Smart) Фотографическая карточка = (At fault) : Уголовный роман Голи Смарта / Пер. Е. Ахматовой. — Санкт-Петербург : кн. скл. газ. «Родина», 1888. — 288 с.; 19. — (Собрание романов, повестей и рассказов : Ежемес. прил. ил. газ. «Родина» № 11 — нояб. 1888 г.).
- Гиссинг Д. Утро жизни : Роман Джорджа Гиссинга. (В 2 кн.) / Пер. с англ. Е. Н. Ахматовой. — Санкт-Петербург : тип. С. Добродеева, 1890. — 337 с. ; 21 см. — (Живописное обозрение : Ежемес. лит. прил. к журн. «Живописное обозрение» за 1890 г. ; № 5-6)
- Ле Фаню, Джозеф Шеридан Шах и мат : Роман Ле-Фаню / [Ред. и изд. Е. Н. Ахматова]. — Санкт-Петербург, 1873. — [2], 166, 146, 397—403 с. ; 21 см
- Фере О. Запутанное дело : Роман Октава Фере. Замерзшая глубина : Драм. рассказ в 5 сценах Уильки Колинза. — Санкт-Петербург : Е. Н. Ахматова, 1876. — 292, 108 с.